# Лоббі (оповідання)
«Ло́ббі» (англ. Lobby) — науково-фантастичне оповідання Кліффорда Сімака, вперше опубліковане журналом «Astounding Science Fiction» в квітні 1944 року.

## Сюжет
Бізнесмен Біл Коб та науковець Глен Батлер заснували компанію «Атомна енергія». 
Сенатор Вокер лобіст традиційних енергетичних компаній почав дискредитувати їхню затію в пресі.
Форд Адамс, представник Всесвітнього енергетичного комітета, прийшов до Коба і не розкриваючи своєї посади попередив, що конфронтація з традиційним енергетичним бізнесом нашкодить економіці в цілому і призведе банкротства їхньої компанії. Розлючений Коб прогнав його.
Адамс нарешті вдався до підриву їхньої першої в світі атомної електростанції.  Батлер чудом вижив і Коб таємно евакуював його в таємний прихисток.
Форд Адамс знову прийшов до Коба і влаштував телеконференцію із сенатором Вокером, де шантажував його та примусив направити велику частину прибутку енергетичних компаній на розвиток ядерної енергетики.
Розгніваному Кобу він пояснив, що таке рішення не будучи справедливим, є оптимальним для безболісної адаптації економіки до використання атомної енергетики.